# Fayu (peuple)
Les Fayu sont un groupe ethnique qui vit dans les régions marécageuses de la province indonésienne de Papouasie. 
Lors de leur premier contact avec les Occidentaux, ils étaient environ 400. Initialement d'environ 2 000, leur nombre avait diminué en raison de violences au sein du groupe. Les Fayu vivent généralement en groupes familiaux. Plusieurs de ces groupes se rassemblent une fois ou deux fois par an pour des échanges de femmes. 
Deux livres ont été écrits sur la vie sur les Fayu. Le premier est de l'écrivaine allemande Sabine Kuegler, qui a passé la plupart de son enfance parmi eux. Le deuxième est De l'inégalité parmi les sociétés du géographe américain Jared Diamond, où le groupe est cité comme exemple de bande type de société. 
Les Fayu sont souvent décrits dans la littérature comme des gens vivant à l'âge de la pierre, cannibales, guerriers brutaux, arriérés, et ne sachant compter que jusqu'à trois. 
Aujourd'hui, les Fayu sont au nombre de 1 470. La majorité d'entre eux sont chrétiens.